# Glycera capitata
Glycera capitata  (лат.) — вид морских многощетинковых червей из отряда Phyllodocida.
Встречаются в Арктических водах: у Шпицбергена, Гренландии и северной Норвегии.

## Строение
Длина тела до 150 мм. Имеют длинный простомий. Нотосеты простые. Параподии двуветвистые. Тело длинное с многочисленными сегментами, простомий конической формы. 2 пары коротких антенн. Хищники, охотятся на мелких беспозвоночных.

## Подвиды
- Glycera capitata capitata Örsted, 1843
- Glycera capitata antarctica  Averincev, 1972